# Alfonso Quiñónez Molina
Alfonso Quiñónez Molina (Suchitoto, 11 gennaio 1874 – San Salvador, 22 maggio 1950) è stato un politico salvadoregno.

## Biografia
Era il figlio di Lucio Quiñónez e di Aurelia Molina de Quiñónez. Sposò Leonor Meléndez, sorella dei presidenti di El Salvador, Carlos e Jorge Meléndez. Da questa unione nacque una figlia: Mercedes Meléndez Quiñónez. 
Il 4 marzo 1914, l'Assemblea nazionale lo proclamò come primo candidato alla presidenza della Repubblica. È stato Presidente di El Salvador per tre periodi negli anni '10 e '20.  Ha governato durante gli anni del grande boom del caffè.